# Біляєв Андрій Вікторович
Біляєв Андрій Вікторович — завідувач кафедри дитячої анестезіології та інтенсивної терапії Національної медичної академії післядипломної освіти ім. П. Л. Шупика

## Біографічні відомості
Народився 15 липня 1964 р. у м. Києві.
Навчався в загальній школі № 88 м. Києва. Закінчив її у 1981 році.
З 1981 по 1987 рр. навчався у Національний медичний університет імені О. О. Богомольця за спеціальністю «лікувальна справа». Закінчив інститут з відзнакою.
З 1987 по 1989 рр. проходив навчання у клінічній ординатурі за спеціальністю «анестезіологія і реаніматологія» при кафедрі анестезіології та реаніматології Національний медичний університет імені О. О. Богомольця.
З 1989 по 1991 рр. працював анестезіологом-реаніматологом відділення анестезіології та реанімації Київського окружного військового шпиталю (нині — Головний госпіталь ВСУ).
З 1991 по 1992 рр. працював анестезіологом-реаніматологом Київського протибольового центру.
В 1992 р. захистив дисертацію на здобуття вченого ступеню кандидата медичних наук. Тема «Обґрунтування та розробка різних способів купування післяопераційних ознобів». Спеціальність — анестезіологія і реаніматологія. Науковий керівник — професор Чепкій Л. П.
З 1992 р. по 2001 р. працював на кафедрі анестезіології, реаніматології та медицини катастроф Національний медичний університет імені О. О. Богомольця спочатку асистентом, надалі доцентом кафедри.
В 1999 р. захистив докторську дисертацію. Тема «Корекція та профілактика відхилень основних показників гомеостазу у хворих, яких оперують з приводу абдомінальних кровотеч». Спеціальність — анестезіологія та інтенсивна терапія. Науковий консультант д.мед.н., академік АМН України Спіженко Ю. П.
З 2001 р. по теперішній час працює на кафедрі дитячої анестезіології та інтенсивної терапії Національної медичної академії післядипломної освіти ім. П. Л. Шупика спочатку професором, а надалі — завідувачем кафедри.
Звання професора присвоєно у 2004 р.
Голова Асоціації анестезіологів м. Києва. Сайт criticalcare.com.ua.

## Перелік професійних інтересів
1. інфузійна терапія
2. гемостаз
3. антибактеріальна терапія.

## Патенти
1. Способ лечения послеоперационных ознобов.
2. Способ диагностики критического порога анемии.
3. Спосіб визначення параметрів вентиляції та кровотоку в легенях.
4. Спосіб лікування дихальної недостатності у новонароджених.
5. Спосіб оптимізациї позитивного тиску в кінці видиху (ПТКВ) при проведенні штучної вентиляції легень у новонароджених.
6. Спосіб центральної нейроаксіальної анестезії у новонароджених.

## Публікації
1. Беляев А. В. Острый респираторный дистресс-синдром. — К.: КИМ, 2015. — 228 с.
2. Беляев А. В., Танцюра Л. Д. Аудит приверженности информационным источникам среди обучающихся анестезиологии и неотложным состояниям в педиатрии // Педиатрия. Восточная Европа. — 2014. — № 4. — С. 9-16.
3. Беляев А. В. Связующая (бриджинг) терапия антикоагулянтами в анестезиологии и интенсивной терапии. — К.: «Дом печати», 2015. — 96 с.
4. Беляев А. В. Анафилаксия при обезболивании и интенсивной терапии. — К.: КИМ, 2016. — 108 с.
5. Беляев А. В. Интенсивная терапия и обезболивание при эндокринологических заболеваниях у детей. — К.:КИМ, 2016. — 176 с.
6. Беляев А. В. Особенности сердечно-легочной и церебральной реанимации у детей. — К.: КИМ, 2014. — 132 с.
7. Беляев А. В., Танцюра Л. Д. Бронхолегочная дисплазия в интенсивной терапии. — К.: КИМ, 2014. — 132 с.
8. Парентеральное и энтеральное питание в интенсивной терапии. — К.: КИМ, 2009. — 344 с.
9. Беляев А. В., Танцюра Л. Д. Положительное давление в конце выдоха (ПДКВ) и рекруитмент с позиций доказательной медицины // Біль, знеболення і інтенсивна терапія. — 2010. — № 1. — С. 44-52.
10. Белебез'єв Г. І., Чухрай Т. Г., Біляєв А. В. та інші. Інтенсивна терапія у педіатрії. — К.: Здоров'я. — 598 с.
11. Беляев А. В. Патогенез и обоснование выбора антибактериальной терапии вентилятор-ассоциированной пневмонии. Часть I // Клиническая антибиотикотерапия. — 2005. — № 4. — С. 11-17.
12. Беляев А. В. Патогенез и обоснование выбора антибактериальной терапии вентилятор-ассоциированной пневмонии. Часть II // Клиническая антибиотикотерапия. — 2005. — № 5. — С. 17-21.
13. Беляев А. В., Спиженко Ю. П. Актуальность и факторы риска тромбозов в интенсивной терапии детей и новорожденных // Біль, знеболення та інтенсивна терапія. — 2005. — № 2. — С.57-71.
14. Беляев А. В. Выбор препарата для коррекции гиповолемии: кристаллоидно-коллоидная и коллоидно-коллоидная дилемма // Мистецтво лікування. — 2004. — № 7. — С. 53-58.
15. Беляев А. В. Механизмы антибактериальной резистентности (лекция для врачей интенсивной терапии) // Клиническая антибиотикотерапия. — 2003. — № 2. — С. 4-7.
16. Беляев А. В. Клиническое значение бета-лактамаз расширеного спектра действия // Клиническая антибиотикотерапия. — 2003. — № 1. — С. 10-14.
17. Беляев А. В. Выбор антибиотика для лечения больных с пневмонией // // Біль, знеболення та інтенсивна терапія. — 2001. — № 2. — С.27-39.
18. Беляев А. В., Спиженко Ю. П., Белебезьев Г. И. и др. Правомочно ли использование для диагностики неудовлетворенного кислородного долга у больных с кровотечениями новых показателей обмена кислорода Рх, Qx, Сх // Украинский журнал малоинвазивной и эндоскопической хирургии. — 2001. — т. 5, № 1. — С.38-39.
19. Беляев А. В., Спиженко Ю. П. Прогностическое значение реопульмонографии в диагнстике тромбоэмболических осложнений // Врачебное дело. — 2000. — № 3-4. — С. 45-48.
20. Беляев А. В. Неожиданная стадия алкалоза в динамике раннего послегеморрагического периода // Врачебное дело. — 2000. — № 5. — С. 81-85.